# Senijad Ibričić
Senijad Ibričić, né le 26 septembre 1985 à Kotor Varoš en Yougoslavie (auj. en Bosnie-Herzégovine), est un footballeur international bosnien, évoluant au poste de milieu de terrain.
Il est le directeur sportif du NK Domžale depuis la fin de sa carrière de joueur en 2022.

## Biographie

### En club
Senijad Ibričić commence sa carrière en 2003, dans le club bosnien de NK Podgrmeč, avant d'être transféré l'année suivante au NK Zagreb où il reste quatre ans.
En 2008, le club croate d'Hajduk Split, le recrute pour 1,8 million d'euros.
En janvier 2011, il s'engage pour une durée de trois ans et demi dans le club russe du Lokomotiv Moscou.
Il est transféré au club turc de Gaziantepspor en juillet 2012, puis au Kasımpaşaspor en janvier 2013.
En août 2013 il signe pour le club turc de Kayseri Erciyesspor.

### En sélection
Il est convoqué pour la première fois équipe de Bosnie-Herzégovine en 2005. 
Lorsque Miroslav Blažević, son ancien entraineur du NK Zagreb, devient sélectionneur de la Bosnie en 2008, il est régulièrement convoqué en équipe nationale. En 2008, il marque son premier but contre la Bulgarie en amical, et participe à 12 matchs  des éliminatoires de la Coupe du monde 2010. La Bosnie termine deuxième du groupe derrière l'Espagne, et échoue face au Portugal lors des barrages, le privant de Coupe du monde. 
Lors du premier match des éliminatoires de l'Euro 2012, il marque un but contre le Luxembourg. Il a notamment disputé la Coupe du monde 2014, la première de l'histoire de la Bosnie-Herzégovine.

## Buts internationaux
| # | Date              | Lieu                                           | Adversaire | Score | Résultat | Compétition             |
| - | ----------------- | ---------------------------------------------- | ---------- | ----- | -------- | ----------------------- |
| 1 | 20 août 2008      | Stade Bilino Polje, Zenica, Bosnie-Herzégovine | Bulgarie   | 1 - 2 | 1 - 2    | Match amical            |
| 2 | 10 septembre 2008 | Stade Bilino Polje, Zenica, Bosnie-Herzégovine | Estonie    | 7 - 0 | 7 - 1    | Éliminatoires CDM 2010  |
| 3 | 5 septembre 2009  | Stade Hanrapetakan, Erevan, Arménie            | Arménie    | 0 - 1 | 0 - 2    | Éliminatoires CDM 2010  |
| 4 | 3 septembre 2010  | Stade Josy-Barthel, Luxembourg, Luxembourg     | Luxembourg | 0 - 1 | 0 - 3    | Éliminatoires Euro 2012 |